# 真無盲腸目
真無盲腸目（しんむもうちょうもく、Eulipotyphla）は、哺乳綱に分類される目。

## 形態
脳が小さく、ほとんどが蹠行性で、指はすべて五本指、そして鼓胞が骨になってない点で、現世の哺乳類の中でもっとも原始的な目といわれている。

## 分類
かつて本目の構成種は、テンレック科やキンモグラ科（アフリカトガリネズミ目）とともに食虫目Insectivora（または無盲腸目Lipotyphla）に分類されていた。分子系統解析によりテンレック科やキンモグラ科は別系統に属するとされるようになり、その他の無盲腸類が属する分類群として1997年に真無盲腸類が提唱された。食肉目・翼手目・鱗甲目などとともにローラシア獣類を構成し、ローラシア獣類の共通祖先から最も初期に分岐したグループだと考えられている。アフリカトガリネズミ目は管歯目・長鼻目・ハネジネズミ目などと近縁とされ、ともにアフリカ獣類を構成する。
内部系統やその分岐年代については様々な説がある。以前はハリネズミ科が初期に分岐したと考えられたことから、ハリネズミ形類Erinaceomorphaとトガリネズミ形類Soricomorphaに分ける説もあった。Buckley et al. (2019) によるコラーゲンを用いた分子系統解析ではこの仮説を支持するような系統樹（ソレノドン科・ネソフォンテス科・トガリネズミ科が単系統群となる）が得られているが、アミノ酸配列の欠落やデータ不足が影響を与えた可能性も指摘されている。一方で核遺伝子およびミトコンドリアDNAを用いた複数の分子系統解析では、トガリネズミ科とハリネズミ科が単系統群を形成するという結果が得られている。Brace et al. (2016) は、7280万年前にソレノドン科とネソフォンテス科の系統がモグラ科・トガリネズミ科・ハリネズミ科の共通祖先から分岐したという分子系統解析の結果から、ソレノドン科とネソフォンテス科で構成される分類群Solenodonotaを提唱し、Erinaceotaをその姉妹群に位置付けている。一方でSato et al. (2019) は、現生科の分岐年代をモグラ科が6320万年前、ソレノドン科が6160万年前、トガリネズミ科とハリネズミ科が5780万年前と推定し、K-Pg境界以降に急激な多様化が起きたことを示唆した。
以下の分類はBurgin et al. (2018) に、科和名は川田ら (2018) に従う。
- ハリネズミ科 Erinaceidae
- ネソフォンテス科（絶滅科） Nesophontidae†
- ソレノドン科 Solenodontidae
- トガリネズミ科 Soricidae
- モグラ科 Talpidae